# Département de Confluencia
Le département de Confluencia est une des 16 subdivisions de la province de Neuquén, en Argentine. Son chef-lieu est la ville de Neuquén, qui est également la capitale de la province.
Le département a une superficie de 7 352 km2. Sa population s'élevait à 314 793 habitants en 2001. Selon les estimations de l'INDEC argentin, en 2005, il comptait 475 305 habitants.

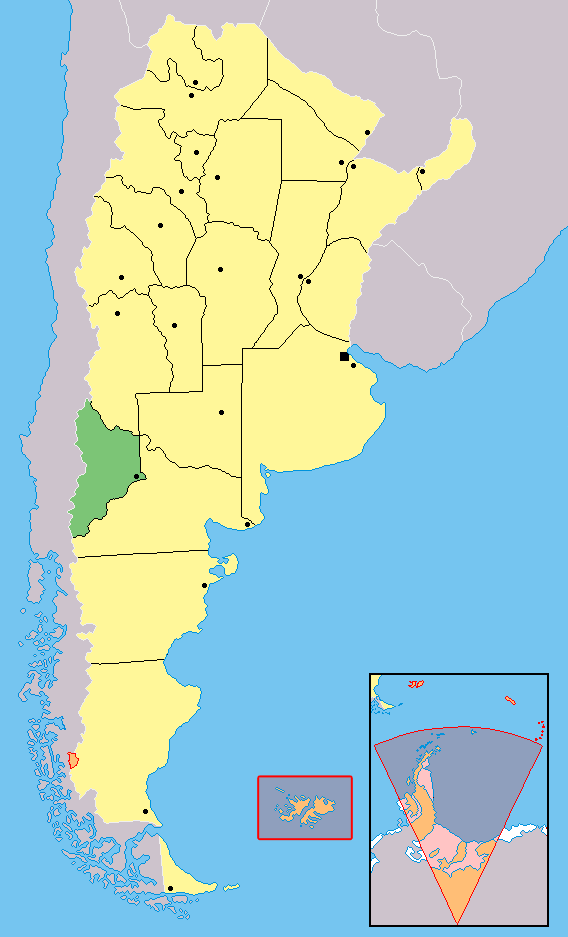
Localisation de la province de Neuquén en Argentine

## Autres localités
- Centenario
- Cutral-Co
- Villa El Chocón
- Plaza Huincul
- Plottier
- Sauzal Bonito
- Senillosa
- Vista Alegre
- Arroyito
- Mari Menuco